# Cholaghatta, Kolar
Cholaghatta là một làng thuộc tehsil Kolar, huyện Kolar, bang Karnataka, Ấn Độ.